# Académie Carmen

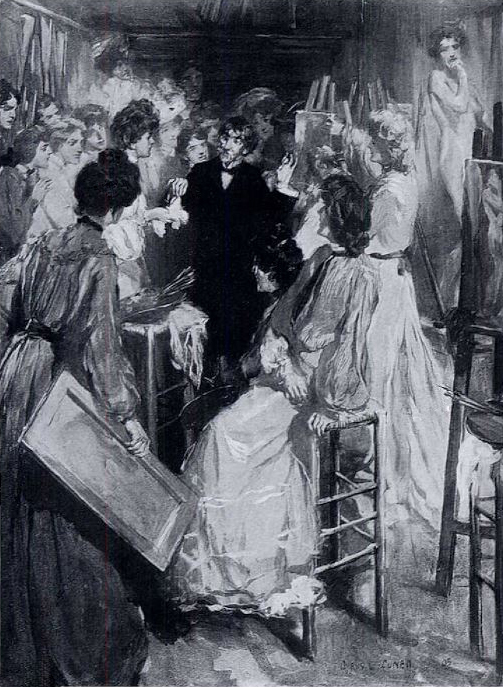
"Nunca tuvo seguidores más fervientes que las alumnas; lo adoraban". (1906) de Cyrus Cuneo

Académie Carmen, también conocida como Whistler's School, fue una escuela de arte parisina de corta duración fundada por James MacNeill Whistler. Operó desde 1898 hasta 1901.

## Historia
La escuela abrió en octubre de 1898 en una casa grande y estable en el número 6 Passage Stanislas, cerca de la Rue Notre Dame du Champs. La parte comercial de la escuela la gestionaba la ex modelo de Whistler, Carmen Rossi, que además dio nombre a la escuela, y su esposo músico. El número de estudiantes se limitaba a cuarenta, la mayoría mujeres. Más de la mitad de ellas eran estadounidenses, "y varias también procedían de Inglaterra, Irlanda y Escocia". Los instructores del primer año fueron Whistler (en pintura) y el escultor estadounidense Frederick William MacMonnies (dibujo al natural). Whistler enseñó sin recibir un salario a cambio como "profesor invitado" y aparecía una vez a la semana para criticar.
Inicialmente, todos los estudiantes se reunían en una sola clase. Whistler hizo su primera aparición a principios de la segunda semana y, ante su insistencia, los estudiantes se dividieron en clases para mujeres y para hombres. Los estudiantes experimentados eran nombrados asistentes de enseñanza. La clase de mujeres estuvo dirigida por la pintora irlandesa Inez Eleanor Bate durante el tiempo que duró la escuela. La clase masculina tenía una serie de asistentes — el pintor estadounidense Earl Stetson Crawford, el pintor checo Alphonse Mucha, el pintor italiano Cyrus Cuneo y, por último, el pintor estadounidense Clifford Addams. Ante la escasez de estudiantes de escultura, MacMonnies se fue después del primer año.

En un artículo de una revista de 1906, Cuneo describía las excentricidades de Whistler, su incapacidad para comunicarse eficazmente como profesor y su fuerte favoritismo hacia la clase de las mujeres: "En lugar de sentarse a la manera francesa y dar a cada alumno una crítica clara y práctica, Whistler se abría camino alegremente entre los caballetes, mirando aquí y allá, ignorando algunos lienzos por completo, dirigiéndose a otros con "Sí — sí"”. Los métodos y modales de Whistler confundían a los estudiantes que acudían, pero su fe en su sistema era tan grande como la incredulidad de los estudiantes. A pesar del prestigio de su fama y reputación, muchos de los estudiantes abandonaron. La frustración de los estudiantes varones quedó reflejada en un poema que Whistler encontró garabateado en una pared del estudio de los hombres:
Compré una paleta como la suya
Sus colores y su pincel.
El diablo de esto es, ya ves,
No compré su toque.
La frustración se convirtió en resentimiento durante el segundo año. La aprendiz de Whistler, Inez Eleanor Bate, recordaba: "Durante la última parte de la temporada, a menudo se negaba a dar formación en la clase masculina. A veces visitaba los domingos por la mañana [cuando la escuela estaba vacía], sacaba y colocaba sobre caballetes los diversos estudios que habían hecho los hombres la semana anterior, y a menudo declaraba que nada le interesaba de ellos y que no les apoyaría esa semana, y que no podía afrontar el 'vacío' del taller ". Para el tercer año, la clase para hombres se canceló por la falta de estudiantes. 
Whistler no siempre gozó de buena salud, lo que podría explicar muchas de sus ausencias. Sus médicos recomendaron la convalecencia en un clima más cálido y envió saludos de Año Nuevo para 1901 a los estudiantes desde Córcega. La escuela siguió luchando y se hundió en disputas y desconfianza. "Al final, la falta de confianza en él, su enfermedad y su ausencia rompieron la escuela". Whistler anunció su cierre en una carta enviada desde Córcega y leyó en voz alta a los estudiantes el 6 de abril de 1901.
Las esperanzas de Whistler de establecer una escuela de arte en Londres bajo la dirección de Inez Eleanor Bate y Clifford Addams, que se casaron en 1900, no pudieron llegar a buen fin por su continua mala salud. Murió en Londres el 17 de julio de 1903, a los 69 años.

## Estudiantes
- Lucien Abrams   Estados Unidos
- Clifford Addams (tutor)   Estados Unidos
- Alice Pike Barney  Estados Unidos
- Frederic Clay Bartlett  Estados Unidos
- Inez Eleanor Bate (tutor)  Irlanda
- Carlotta Blaurock  Estados Unidos
- Simon Bussy  Francia
- Blendon Reed Campbell   Estados Unidos
- Alson S. Clark  Estados Unidos
- Earl Stetson Crawford (tutor)  Estados Unidos
- Cyrus Cuneo (tutor)  Italia
- Edward Dufner   Estados Unidos
- Mary Foote  Estados Unidos
- Frederick Carl Frieseke  Estados Unidos
- Louise Elizabeth Garden MacLeod  Inglaterra[10]
- Lillian Genth  Estados Unidos
- Mary Hughitt Halliday   Estados Unidos
- Paul Henry  Irlanda
- Ilka Howells   Estados Unidos
- Henry Salem Hubbell   Estados Unidos
- Louise Williams Jackson   Estados Unidos
- John Christen Johansen  Dinamarca
- Gwen John  Gales
- Lydia Longacre  Estados Unidos
- Will Hicok Low  Estados Unidos
- Alphonse Mucha (tutor)
- Mary Augusta Mullikin  Estados Unidos
- Ida Nettleship
- Anna Ostroumova-Lebedeva  Rusia
- Lawton S. Parker  Estados Unidos
- Ambrose McCarthy Patterson  Canadá

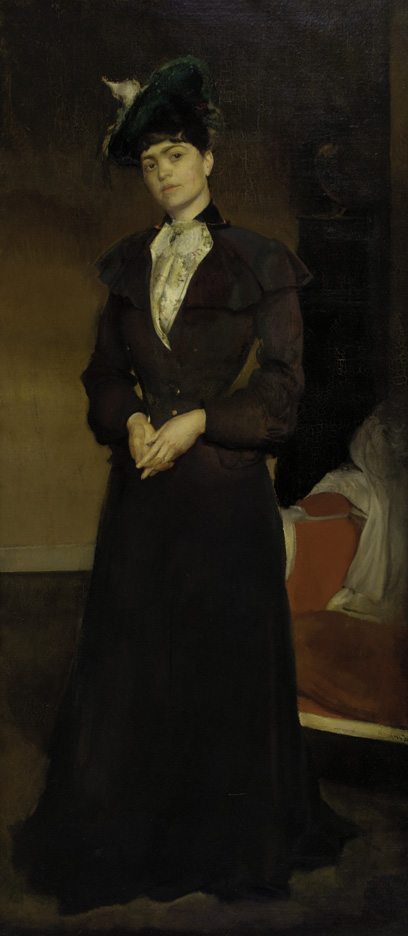
Inez Eleanor Bate (1906), de Clifford Addams

- Hugh Ramsay  Australia
- Gwen Salmond  Inglaterra
- William Otis Swett  Estados Unidos
- Nell Marion Tenison   Inglaterra
- Eugene Paul Ullman  Estados Unidos
- Mary van der Veer   Estados Unidos
- Hans Albrecht von Harrach   Alemania
- Marie von Rietgenstein   Alemania
- Emmi Walther  Alemania
- Charles Henry White   Canadá
- Alice Woods  Estados Unidos

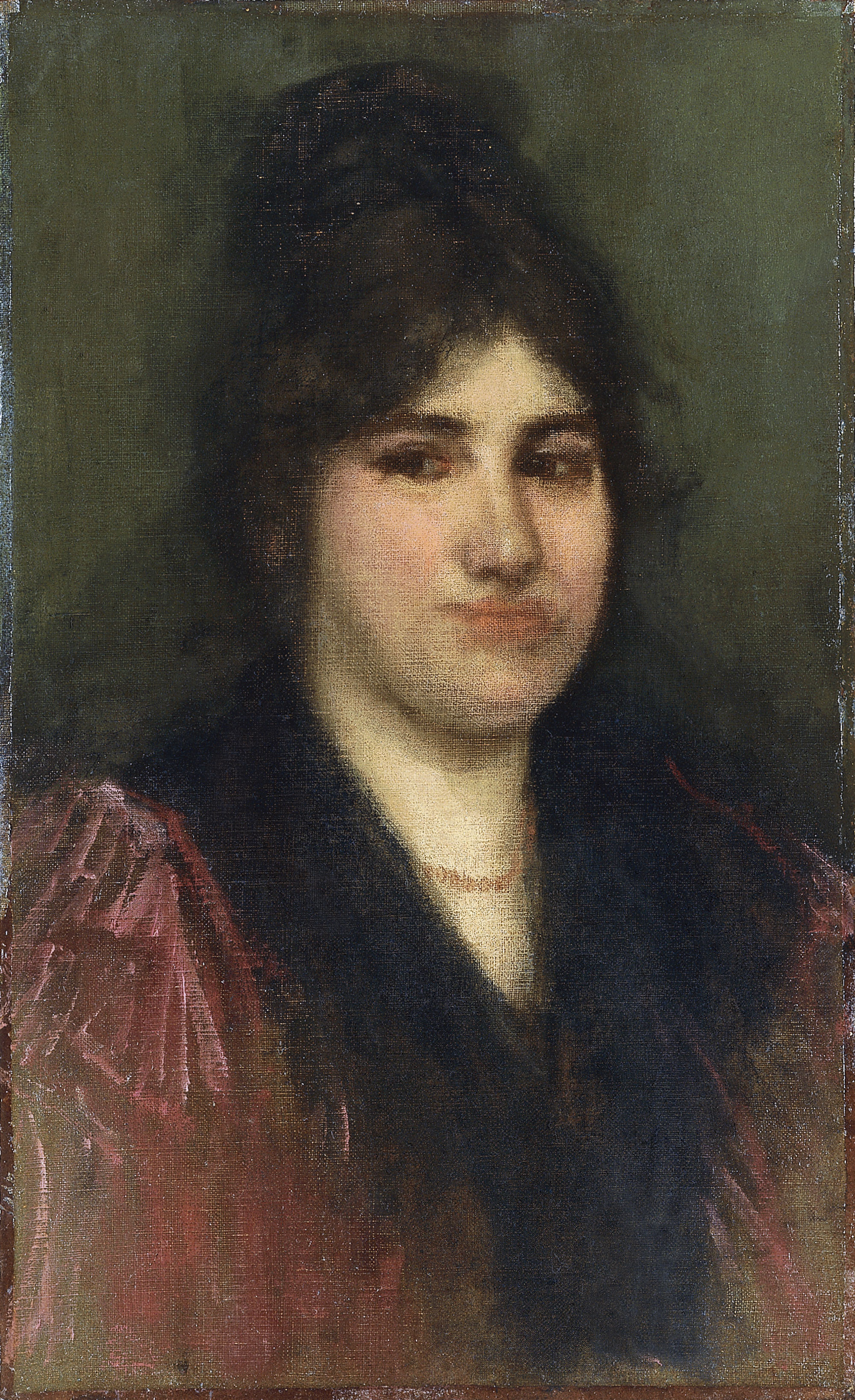
La Napolitana – Carmen Rossi ( c. 1897) de James Whistler
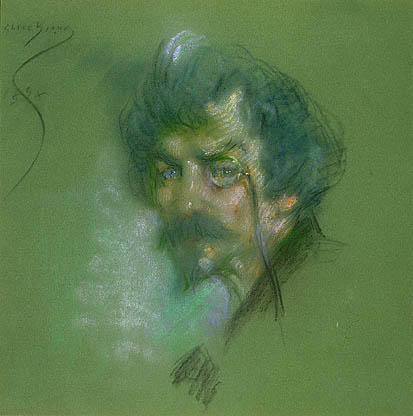
James Whistler (1898) de Alice Pike Barney
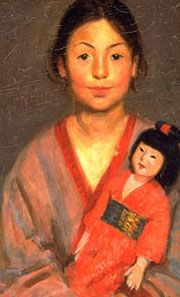
Chica japonesa con muñeca ( c. 1898-1901) de Mary Foote
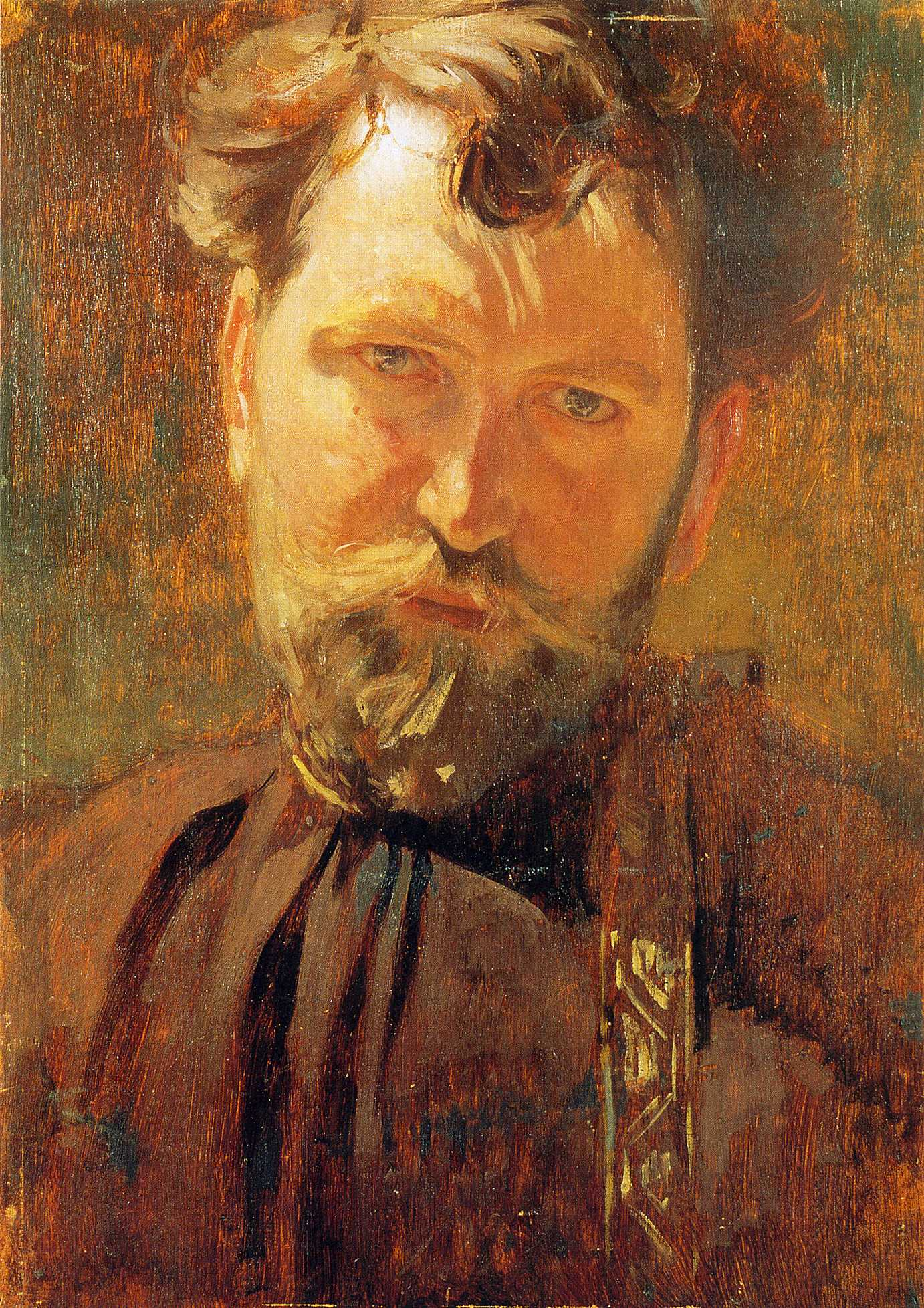
Autorretrato (1899) de Alphonse Mucha
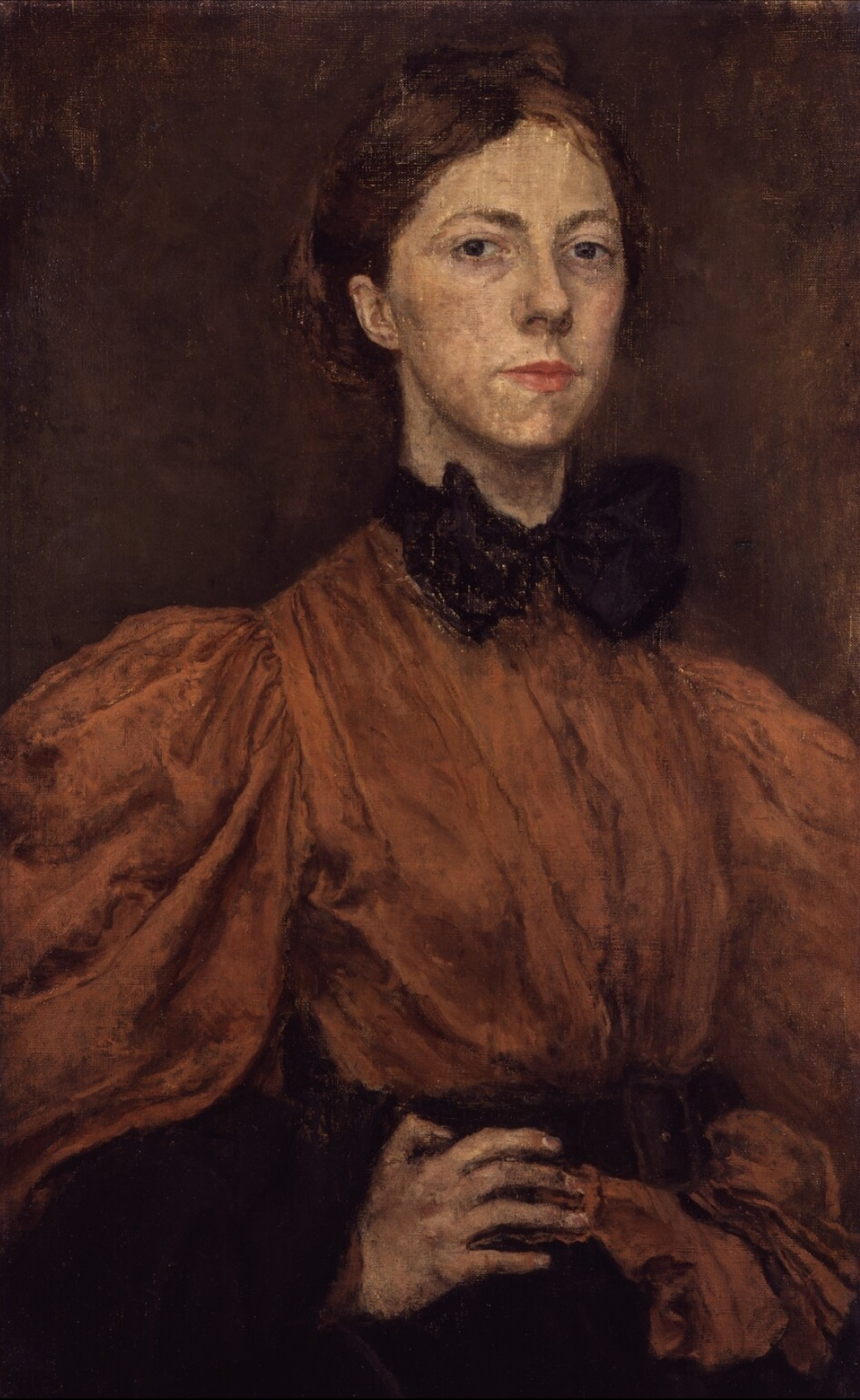
Autorretrato ( c. 1900) de Gwen John
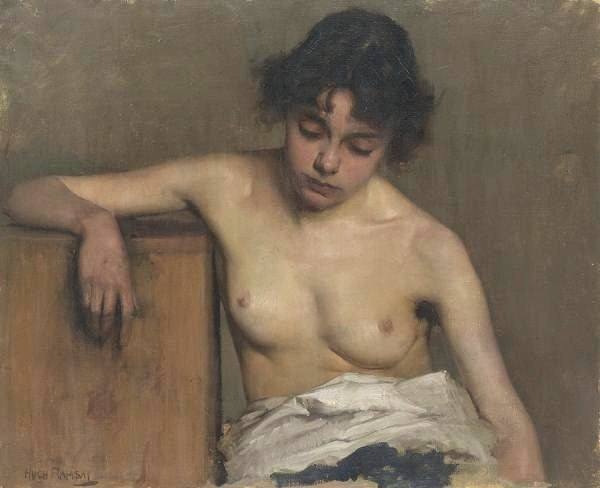
Desnudo ( c. 1900) de Hugh Ramsay
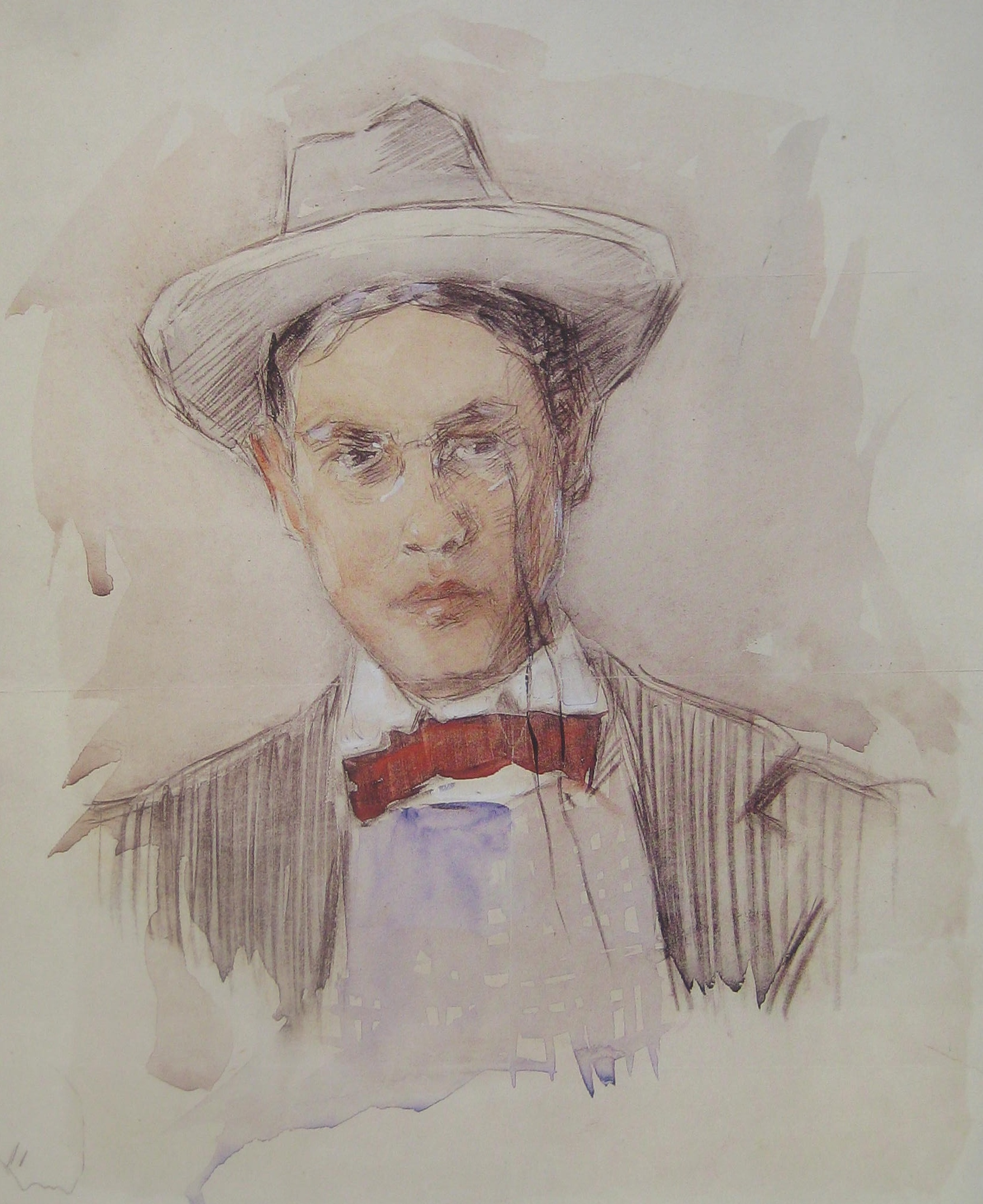
Autorretrato (1901) de Frederick Carl Frieseke
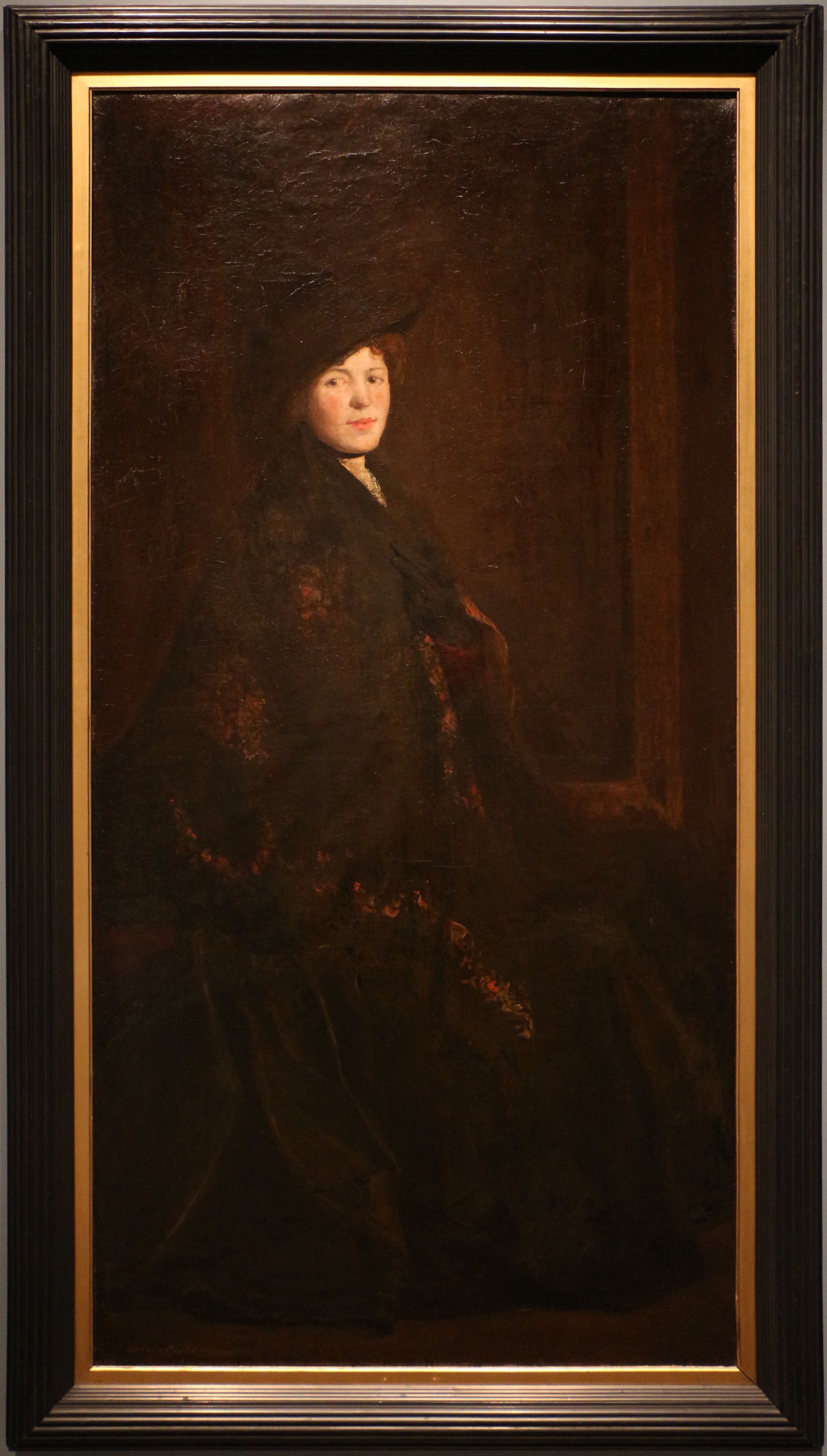
Madame Fisher ( c. 1904) de Eugene Paul Ullman